# Lijst van rijksmonumenten in Oost-Souburg
De plaats Oost-Souburg telt 12 inschrijvingen in het rijksmonumentenregister. Hieronder een overzicht.
| Object | Oorspronkelijke functie?  | Bouwjaar                 | Architect        | Locatie              | Coördinaten?                  | Nr.?   | Afbeelding                                        |
| --- | ------------------------- | ------------------------ | ---------------- | -------------------- | ----------------------------- | ------ | ------------------------------------------------- |
| Pand met 8-ruitsvensters en uitgebouwde driezijdige erker, die voorzien is van een houten rustica-werk. De voorgevel wfordt afgesloten door een houten kroonlijst, welke doorloopt langs de uitbouw. Vanwege zijn ligging een belangrijk punt | Woonhuis                  | 19e eeuw                 |                  | Grote Abeele 7       | 51° 28' 29" NB, 3° 36' 21" OL | 37839  | Meer afbeeldingen                                 |
| Hervormde kerk | Kerk en kerkonderdeel     | 15e eeuw                 |                  | Oranjeplein 2        | 51° 27' 53" NB, 3° 36' 17" OL | 37840  | Meer afbeeldingen                                 |
| Toren Hervormde kerk | Kerk en kerkonderdeel     | 14e eeuw                 |                  | Oranjeplein 2        | 51° 27' 53" NB, 3° 36' 16" OL | 37841  | Meer afbeeldingen                                 |
| Huis Abeele | Woonhuis                  | 19e eeuw (bepleistering) |                  | Grote Abeele 9       | 51° 28' 30" NB, 3° 36' 21" OL | 37842  | Meer afbeeldingen                                 |
| De Pere | Industrie- en poldermolen | 1725                     |                  | Kanaalstraat 76A     | 51° 27' 52" NB, 3° 35' 50" OL | 37843  | Meer afbeeldingen                                 |
| Dwarshuis onder hoog pannen zadeldak tussen puntgevels met rookkanalen in de as. In de voorgevel ankers met jaartal. In de achtergevel ontlastingsbogen                                                                                       | Woonhuis                  | 1664                     |                  | Kromwegesingel 18    | 51° 27' 35" NB, 3° 36' 10" OL | 37844  | Meer afbeeldingen                                 |
| Tankgracht T6 | Fort, vesting en -onderdl | 1943                     |                  | aan de Moeringweg    | 51° 28' 38" NB, 3° 36' 59" OL | 529400 | Upload foto                                       |
| Boerderij met woongedeelte en de van hout opgetrokken stal onder een pannen zadeldak. Vensters met zesruitsschuiframen | Boerderij                 | midden 19e eeuw          |                  | Ritthemsestraat 56   | 51° 27' 45" NB, 3° 36' 23" OL | 37845  | Meer afbeeldingen                                 |
| Ringwalburg | Archeologisch monument    | ca. 9e - 10e eeuw        |                  | Karolingische Burcht | 51° 27' 48" NB, 3° 36' 15" OL | 46096  | Meer afbeeldingen                                 |
| Watertoren | Nutsbedrijf               | 1939                     | J.H.J. Kording   | Vlissingsestraat 239 | 51° 27' 27" NB, 3° 35' 54" OL | 508771 | Meer afbeeldingen                                 |
| Dokterswoning gebouwd in Interbellum architectuur | Dienstwoning              | 1928                     | ir. C. Wondergem | Kanaalstraat 70      | 51° 27' 52" NB, 3° 35' 52" OL | 508776 | Dokterswoning gebouwd in Interbellum architectuur |
| Draaibrug Souburg | Brug                      | 1871                     |                  | Spoorstraat bij 1    | 51° 27' 50" NB, 3° 35' 37" OL | 508781 | Meer afbeeldingen                                 |